# Boubakr Anchad
Boubakr Anchad ou Raïss Boubakr Anchad (ⵔⵔⴰⵢⵙ ⴱⵓⴱⴰⴽⵔ ⴰⵏⵛⵛⴰⴷ en chleuh) est un poète traditionnel de langue amazighe (Raïss) de la région de Souss au Maroc. Boubakr Anchad serait né à la fin du XIXe siècle à Inchaden dans la région d'Achtouken, d'où son nom Anchad.
Il est, avec Lhaj Belaïd, l'un des artistes les plus célèbres de l'histoire récente de la chanson berbère du sud marocain. Sa grande contribution dans le poésie et la chanson berbère est confirmée par le nombre important des chanteurs et des groupes musicaux qui reprennent ses chansons jusqu'à nos jours.
Il est mort dans la fin des années 1940.

## Chansons
- Ahwawi (le troubadour).
- Amhdar (l'Étudiant).
- Chahwa (la passion)
- Tayri (l'amour).
- Dunit tzri (la vie passe).
- Asghar (le bois)
- Udad (le mouflon de Barbarie).
- Lâaql (la raison).
- Arttal (le prêt).
- Atay (le thé).
- Irbbi alaalim (oh le savant)